# Otrok (rybník)
Otrok je název vodní plochy v obci Zvoleněves v okrese Kladno. Leží při Knovízském potoce. Má podlouhlý tvar v orientaci jihozápad na severovýchod. Délka je asi 290 metrů, šířka 77 metrů. Knovízský potok protéká okolo něj po jižní straně.
Rybník Otrok sloužil jako chladicí nádrž pro Bunkr Drnov.

## Galerie

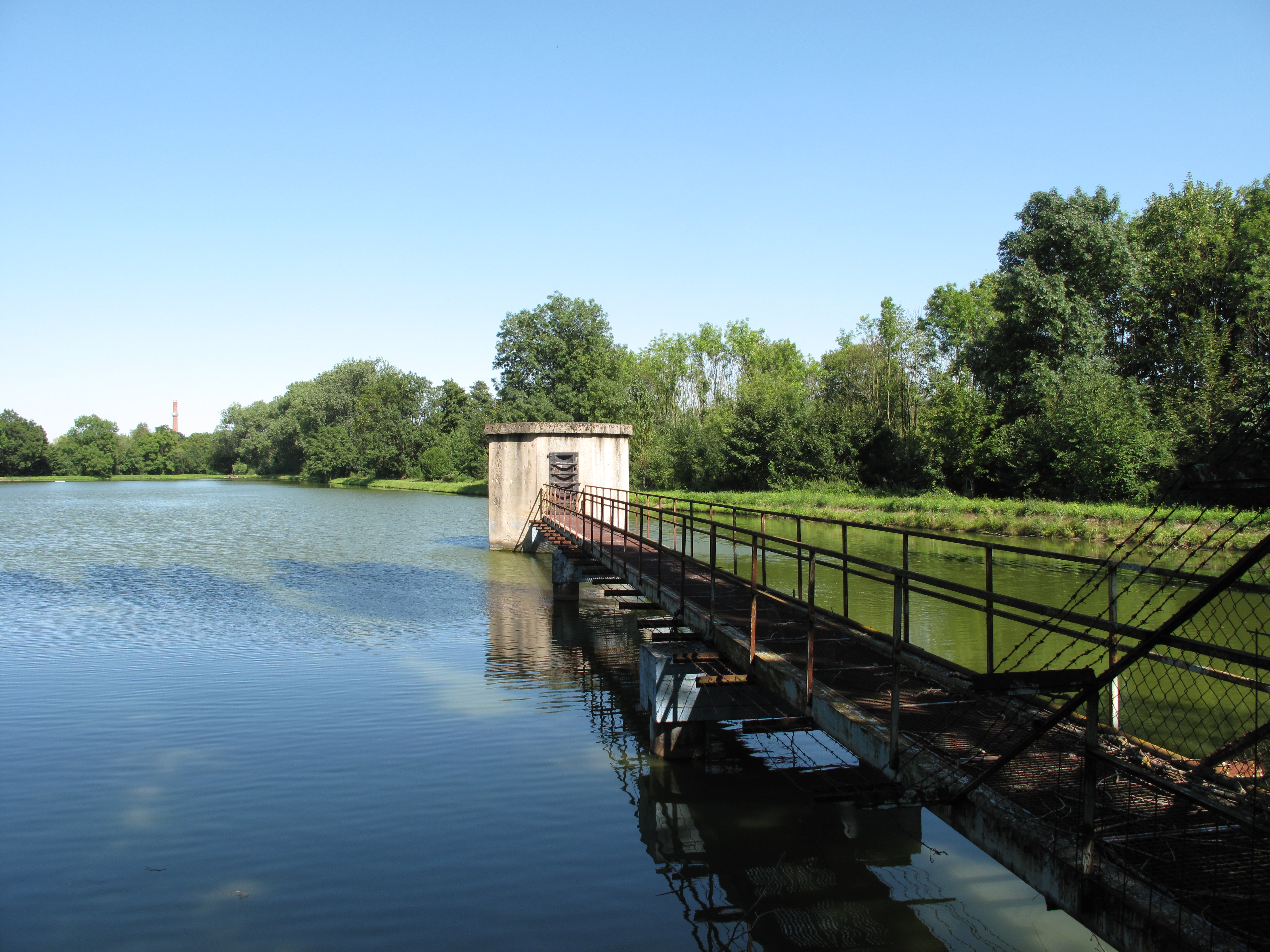
Stavidlo
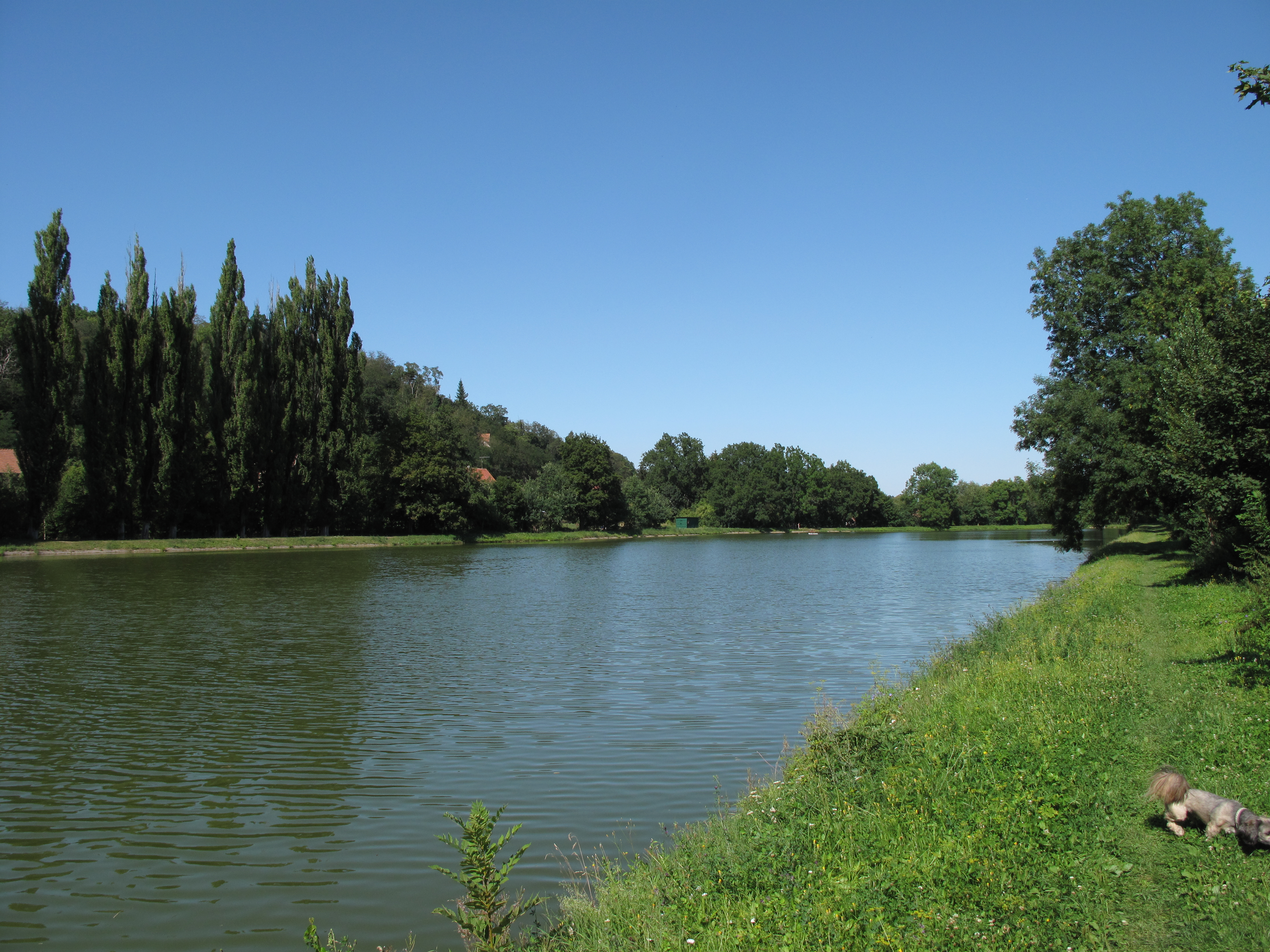
Pohled od Knovízského potoka
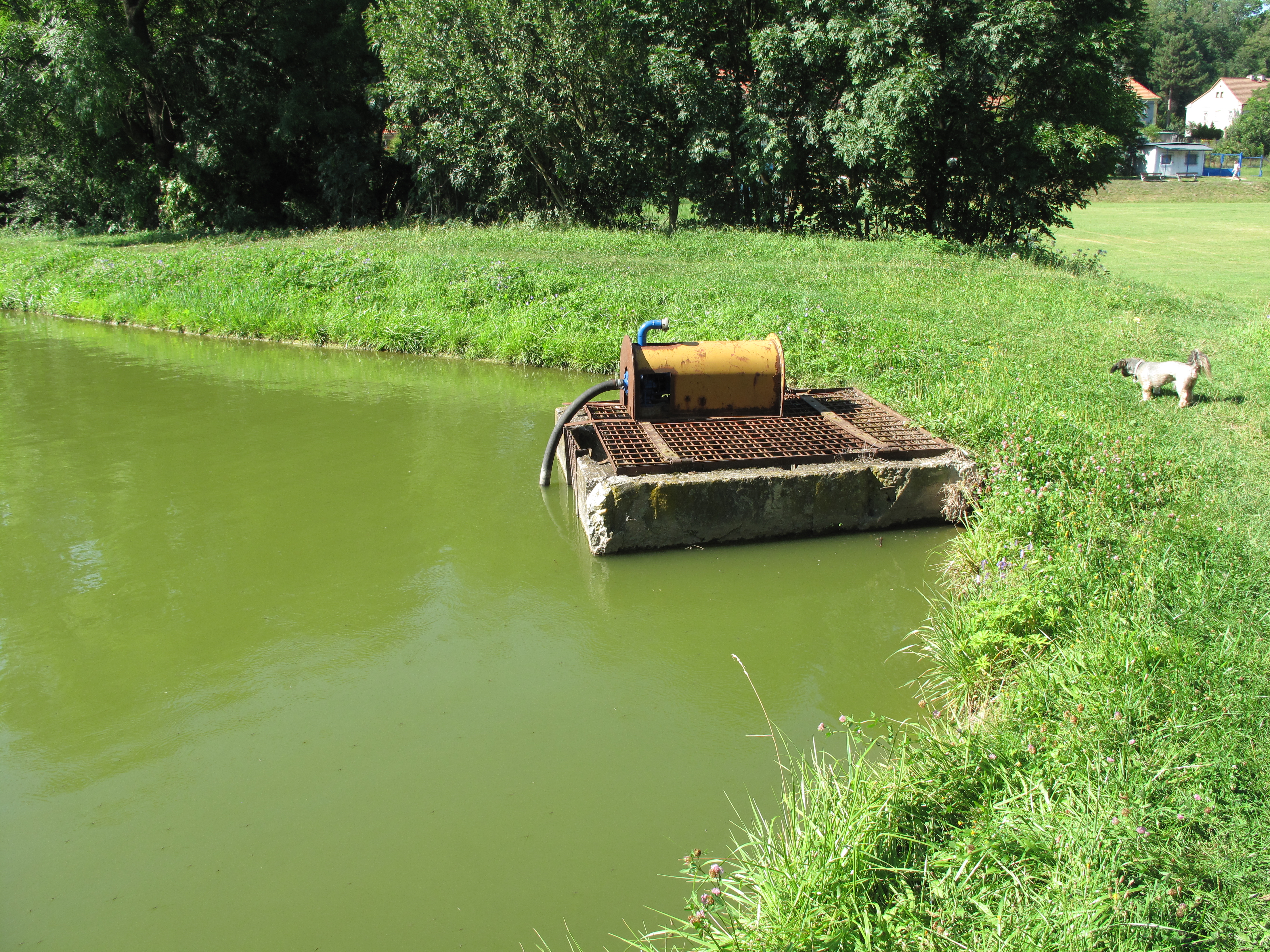
Zařízení